# Caesalpinia pluviosa
Caesalpinia pluviosa,  sebipira,   es una especie botánica de árbol leguminosa de la familia de las Fabaceae.

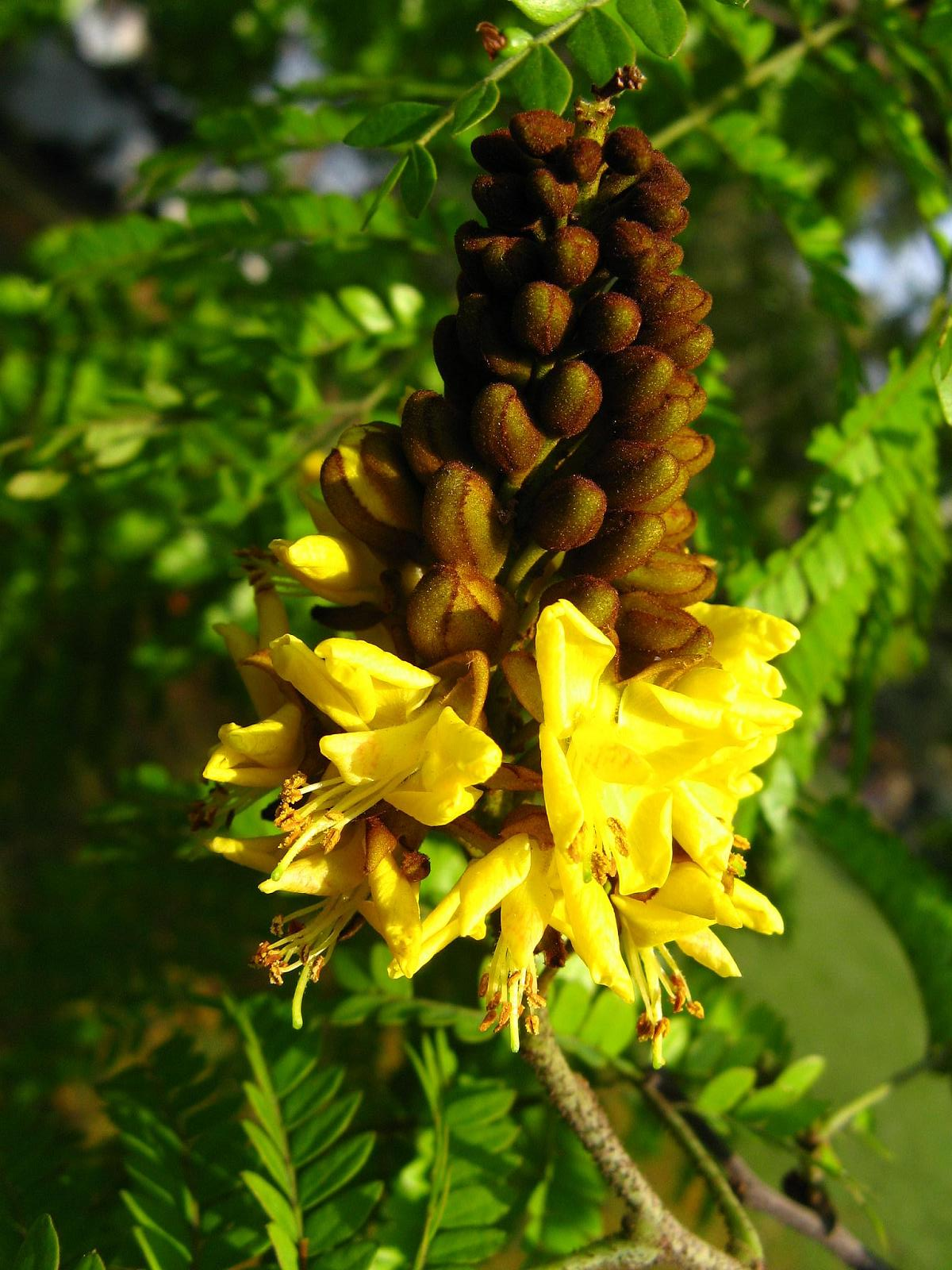
Inflorescencia

Se halla endémico de Argentina, Bolivia, Brasil,  Paraguay, Uruguay, Colombia.
Está amenazado por pérdida de hábitat.

## Descripción
Tiene las hojas son bipinnadas con el eje central de 20-25 cm de largo, con 8-9 pares de pinnas, cada una con alrededor de 11 a 13 pares de foliolos de 10-12 mm. La floración ocurre entre de agosto y se extiende hasta el final del verano, produciendo inflorescencias cónicas en racimos erectos de flores amarillas. Las vainas de las frutas da lugar a dos válvas compuestas leñosa seca larga y correosa, con 7,6 a 12,0 cm de largo por 2.7 a 3.1 cm de ancho. Cuando están maduras, las vainas se abren girando en una explosiva dehiscencia expulsando 1-5 semillas. Estas son comprimidas, irregularmente circulares, transversales, ovato-obovadas o orbiculares a subglobosas con un frente muy duro y rígido, claro, espesa o sin albúmina, provisto de una boquilla en el hilio y con margen. Pueden vivir más de cien años.

## Taxonomía
Caesalpinia pluviosa fue descrito por Augustin Pyrame de Candolle  y publicado en Prodromus Systematis Naturalis Regni Vegetabilis 2: 483. 1825.
Etimología
Caesalpinia: nombre genérico que fue otorgado en honor del botánico italiano Andrea Cesalpino (1519-1603).
pluviosa: epíteto latino que significa "lluviosa".
Sinónimos
- Caesalpinia paraensis Ducke 1925
- Caesalpinia peltophoroides Benth. 1870 [5]

## Nombre comunes
- Momoqui, sebipira o sepipiruna.